# 이정선 Forever
《이정선 Forever》은 이정선의 리메이크 앨범이다. 신 걸작품으로 동명의 노래 타이틀로 결성되었다. 한국적 포크와 블루스를 추구했으나, '기타' 연주의 스승으로 인정을 받았다. 리메이크 시절에 발매 최초로 압도적인 지질을 받았다.

## 음반
2003년 12월초에 발매되었다. 최근 리메이크 타이틀 곡으로 이정선 프로젝트 밴드에 '지금은 헤어져도'로 활동했다. 1970년대에 사춘기를 보낸 이들에게 이정선은 '섬소년', '뭉게구름'같은 서정적 포크로, 1980년대에 신촌블루스의 기타 주자로 기억된다. 그 외의 발라드 가수로 조규찬, 김현철, 린애, 유리상자, 정경화 등으로 모든 리메이크를 활성했다. 모든 뮤직비디오로 <지금은 헤어져도>는 참여음악들의 녹음장면 들을 연출로 실제상황을 위주로 하였다. 최고 걸작의 뮤지션에서 음반과 모든 관심과 포크에 자존심을 높여 수준을 익히고 있다.

## 수록곡
A
1. 건널 수 없는 강 - 조규찬
2. 행복하여라 - 김현철
3. 지금은 헤어져도 - 이정선 프로젝트 밴드
4. 울지 않아요 - 린애
5. 오늘 밤 함께 - 유리상자
6. 꽃신 속의 바다 - 박혜경
7. 나들이 - 하림
8. 우연히 - 자전거 탄 풍경
9. 오늘 같은 밤 - 이브
10. 빗속에 서있는 여자 - 권진원
11. 구름 들꽃 돌 여인 - 더 골드
12. 뭉게구름 - B.O.B

B
1. 우리네 인생 - 윤종신
2. 같은 하늘 아래 - 정경화
3. 그녀가 처음 울던 날 - 동물원
4. 외로운 사람들 - 봄여름가을겨울
5. 세월의 가듯 - 박학기
6. 섬소년 - 한동준
7. 소박한 기쁨 - 여행스케치
8. 한밤중에 - 부활
9. 산 위에 올라 - 박완규
10. 산사람 - 리아
11. 여름 (Featuring 신시아) - 방대식, 정미영
12. 빗속에 서있는 여자 (inst.) - 오봉준